# Список членов Мстителей
Мстители (англ. Avengers) — элитная команда супергероев из комиксов компании «Marvel Comics». Она была создана писателем Стэном Ли и художником Джеком Кирби и впервые появилась в комиксе «The Avengers» #1 в сентябре 1963 года. Состав Мстителей многократно менялся. За всё время существования команды в ней побывали люди, мутанты, роботы, боги, пришельцы, сверхъестественные существа и даже бывшие злодеи.
Жирным шрифтом выделены ныне действующие члены команд Могучие Мстители и Новые Мстители.

## Основная команда

### Основатели
Эти участники создали Мстителей в комиксе «The Avengers» Vol. 1 #1, который вышел в сентябре 1963 года.
| Герой            | Настоящее имя                       | Вступление в команду                        | Примечания |
| Тор              | Тор Одинсон                         | The Avengers Vol. 1 #1 (сентябрь 1963 года) | |
| Железный человек | Энтони Эдвард Тони Старк            | The Avengers Vol. 1 #1 (сентябрь 1963 года) | Присоединился к команде Мстителей Западного побережья в West Coast Avengers vol. 2 #2; вышел из означенной команды после Броневойн. В период между Гражданской войной и Тайным вторжением являлся директором Щ. И.Т.; также входит в состав Иллюминатов.                                                                                           |
| Человек-Муравей  | Генри «Хэнк» Джонатан Пим           | The Avengers Vol. 1 #1 (сентябрь 1963 года) | Появляется как Великан в «The Avengers» vol. 1 #2 (1963), Голиаф в «The Avengers» vol. 1 #28 (1966), и как Жёлтый Жакет в «The Avengers» vol. 1 #63 (1969). Исключён, как Жёлтый Жакет в «The Avengers» vol. 1 #213 (1981). Является директором Инициативы в «West Coast Avengers» #21 (1988). Стал Осой в «Mighty Avengers» #21 (Март 2009 года). |
| Оса              | Джанет ван Дайн (так же Джанет Пим) | The Avengers Vol. 1 #1 (сентябрь 1963 года) | Вступила в команду Могучие Мстители в West Coast Avengers vol. 2 #42. Считалась погибшей после Тайного вторжения; возвратилась в Avengers vol. 4 #32. |
| Халк             | Роберт Брюс Баннер                  | The Avengers Vol. 1 #1 (сентябрь 1963 года) | Ушёл из команды в Avengers vol. 1 #2 (1963); присоединился вновь во время кроссовера Avengers vs. X-Men. |

### Новобранцы 60-х годов
| Герой                                                        | Настоящее имя                                               | Вступление в команду               | Примечания |
| Капитан Америка (он же Кочевник, Капитан и Командир Роджерс) | Стивен Роджерс                                              | Avengers vol. 1 #4 (март 1964)     | Получил статус сооснователя команды после выхода из неё Халка. Считался убитым после Гражданской войны; вернулся из мёртвых в мини-серии Captain America: Reborn. В настоящее время — глава Отряда Единства.                                                                                             |
| Соколиный глаз (он же Голиаф и Ронин)                        | Клинтон Фрэнсис Бартон                                      | Avengers vol. 1 #16 (май 1965)     | Первый раз появился как Голиаф в Avengers vol. 1 #63. Основал подразделение команды на Западном побережье. Считался убитым Алой ведьмой (см. Avengers Disassembled), но потом воскрес. |
| Ртуть                                                        | Пьетро Джанго Максимофф                                     | Avengers vol. 1 #16 (май 1965)     | |
| Алая ведьма                                                  | Ванда Максимофф                                             | Avengers vol. 1 #16 (май 1965)     | Присоединилась к команде Мстителей Западного побережья в West Coast Avengers vol.2 #37. Исчезла и предположительно потеряла силы во время сюжета «День М»; возвратилась во время сюжета Avengers Children’s Crusade; окончательно воссоединилась с основной командой во время ивента Avengers vs. X-Men. |
| Геркулес                                                     | Геракл                                                      | Avengers vol. 1 #45 (октябрь 1967) | Убит киллером во время нападения на Новый Олимп. |
| Чёрная Пантера                                               | Т’Чалла                                                     | Avengers vol. 1 #52 (май 1968)     | Король Ваканды. Был женат на Шторм из Людей Икс |
| Вижн                                                         | как таковое отсутствует (использовал псевдоним Виктор Шейд) | Avengers vol. 1 #58 (ноябрь 1968)  | Присоединился к команде Мстителей Западного побережья в West Coast Avengers vol.2 #37. Был уничтожен в Avengers #500 (сентябрь 2004) (см. Avengers Disassembled); восстановлен в Avengers vol.4 #19. |
| Чёрный рыцарь                                                | Дэйн Уитман                                                 | Avengers vol. 1 #71 (декабрь 1969) | |

### Первая волна участников 70-х годов
| Герой            | Настоящее имя       | Вступление в команду               | Примечания |
| Чёрная вдова     | Наташа Романофф     | Avengers vol. 1 #111 (май 1973)    | Сначала была запасным членом, затем стала официальным; действующий участник Могучих Мстителей.                               |
| Мечник           | Жак Дюкейн          | Avengers vol. 1 #114 (август 1973) | Вошёл в ряды Мстителей, как шпион Мандарина Avengers vol. 1 #20 (сентябрь 1965); Убит в Avengers vol. 1 #130 (Декабрь 1974). |
| Мантис           | Брандт              | Giant-Sized Avengers #4 (1975)     | Получила официальный статус Мстителя после свадьбы с Котати.                                                                 |
| Лунный Дракон    | Хейзер Дуглас       | Avengers vol. 1 #137 (июль 1975)   | Получила статус запасного члена в Avengers vol. 1 #151. Была убита Альтроном во время событий Annihilation Conquest.         |
| Зверь            | Генри «Хэнк» МакКой | Avengers vol. 1 #137 (1975)        | Получил официальный статус Мстителя в Avengers vol. 1 #151.                                                                  |
| Человек-машина   | Аарон Стак /Х-51    |                                    | |
| Капитан Марвел   | Мар-Велл            |                                    | |
| Капитан Британия | Брайан Брэддок      |                                    | |

### Вторая волна участников 70-х годов
| Герой                        | Настоящее имя              | Вступление в команду             | Примечания                                                                                     |
| Чудо-человек                 | Саймон Уильямс             | Avengers vol. 1 #182 (1979)      | Действующий участник Могучих Мстителей.                                                        |
| Мисс Марвел                  | Кэрол Дэнверс              | Avengers vol. 1 #183 (июнь 1979) | Действует как Птица Войны с Avengers vol. 3 #4 (1998); действующий участник Могучих Мстителей. |
| Сокол                        | Самюэль Томас «Сэм» Уилсон | Avengers vol. 1 #184 (июнь 1979) |                                                                                                |
| Пересмешница                 | Бобби Морс Бартон          |                                  |                                                                                                |
| Женщина-паук (она же Арахна) | Джулия Карпентер           |                                  |                                                                                                |
| Квазар                       | Уэндел Вон                 |                                  |                                                                                                |

### Участники 80-х годов
| Вступление в команду                    | Примечания        |                                       | |
| Тигра                                   | Грир Грант Нелсон | Avengers vol. 1 #211 (сентябрь 1981). | Одна из основателей Мстителей Западного Побережья                                                                |
| Женщина-Халк                            | Дженнифер Уолтерс | Avengers vol. 1 #221 (июль 1982).     | В данный момент один из тренеров Инициативы.                                                                     |
| Пульсар (она же Капитан Марвел и Фотон) | Моника Рамбю      | Avengers vol. 1 #227 (январь)         | Получила статус полного члена в Avengers vol. 1 #231 (1983); действовала как Фотон Avengers Unplugged #5 (1996). |
| Звёздный Лис                            | Эрос              | Avengers vol. 1 #232 (июнь 1983)      | Получил статус полного члена в Avengers vol. 1 #243 (1984).                                                      |

## Мстители Западного Побережья
| Герой                   | Настоящее имя                         | Вступление в команду                                        | Примечания                                                                                    |
| Пересмешница            | Барбара Бартон (девичья фамилия Морс) | West Coast Avengers vol. 1 #1 (сентябрь 1984)               | Одна из основателей Мстителей Западного Побережья; ; убита в Avengers West Coast #100         |
| Воитель                 | Джеймс Роудс                          | West Coast Avengers vol. 1 #1 (сентябрь 1984) (as Iron Man) | Один из основателей Мстителей Западного Побережья; в настоящее время администратор Инициативы |
| Огненная Птица Эспирита | Бонита Джаурез                        | West Coast Avengers vol. 2 #4 (январь 1986)                 | Получила статус полного члена Avengers vol. 1 #305. В данный момент одна из Рейнджеров        |
| Лунный рыцарь           | Марк Спектор                          | West Coast Avengers vol. 2 #33 (1988)                       |                                                                                               |
| Агент США               | Джон Уолкер                           | Avengers West Coast vol. 2 #44 (май 1989).                  | В данный момент один из членов Отряда Омега.                                                  |
| Человек-факел           | Джим Хаммонд                          | Avengers West Coast #50 (ноябрь 1989)                       | Умер в New Invaders #9 (2005).                                                                |
| Живая Молния            | Мигель Сантос                         | Avengers West Coast #69 (апрель 1991)                       | В данный момент один из Рейнджеров.                                                           |
| Женщина-паук Арахна     | Джулия Карпетнер                      | Avengers West Coast #74 (сентябрь 1992)                     | Действующий член Отряда Омега.                                                                |
| Человек-машина          | Аарон Стак / X-51                     | Avengers West Coast #83 (июнь 1992).                        | Запасной член команды                                                                         |
| Тёмный Сокол            | Кристофер Пауелл                      | Avengers West Coast #94 (май 1993)                          |                                                                                               |

## Секретные Мстители
Секретные Мстители (англ. Secret Avengers) — команда созданная для выполнения секретных операций.
| Герой                | Настоящее имя                      | Вступление в команду          | Примечания                                        |
| Капитан Стив Роджерс | Стивен Роджерс                     | Secret Avengers #1 (май 2010) |                                                   |
| Зверь                | Доктор Генри Филлип «Хэнк» МакКой  | Secret Avengers #1 (май 2010) |                                                   |
| Воитель              | Джеймс «Роуди» Роудс               | Secret Avengers #1 (май 2010) |                                                   |
| Валькирия            | Брунгильда                         | Secret Avengers #1 (май 2010) |                                                   |
| Лунный рыцарь        | Марк Спектор                       | Secret Avengers #1 (май 2010) |                                                   |
| Чёрная вдова         | Наталия Романова (Наташа Романофф) | Secret Avengers #1 (май 2010) |                                                   |
| Агент 13             | Шэрон Картер                       | Secret Avengers #1 (май 2010) |                                                   |
| Человек-муравей      | Эрик О’Грэйди                      | Secret Avengers #1 (май 2010) |                                                   |
| Нова                 | Ричард Райдер                      | Secret Avengers #1 (май 2010) | Считается погибшим в серии The Thanos Imperative. |
| Шан-Чи               | Шан-Чи                             | Secret Avengers #10           |                                                   |
| Агент Веном          | Юджин «Флэш» Томпсон               | Secret Avengers #23           |                                                   |

## Тёмные Мстители
| Герой          | Настоящее имя                                       | Вступление в команду | Примечания |
| Зелёный гоблин | Норман Озборн                                       | Dark Avengers #1     | Норман Озборн после тайного вторжения становится новым командиром команды Мстителей. Он также носит броню, созданную по той же технологии, что и у Тони Старка. Теперь выступает как Железный патриот. |
| Скорпион       | Мак Гарган                                          | Dark Avengers #1     | Симбиот Веном на Маке Гаргане, всем представлен Озборном как Удивительный Человек-паук из Новых Мстителей.                                                                                             |
| Меченый        | Лестер                                              | Dark Avengers #1     | Наёмный убийца Меченый был представлен всем как Соколиный глаз. |
| Арес           | Арес                                                | Dark Avengers #1     | Бог войны. Погиб от рук Часового во время «Осады». |
| Дакен          | Акихиро Сато (использует псевдоним «Дакен Акихиро») | Dark Avengers #1     | Сын Росомахи, всем представлен как Росомаха. |
| Лунный Камень  | Др. Карла Софен                                     | Dark Avengers #1     | Представлена как Мисс Марвел. |
| Часовой        | Роберт Рейнольдс                                    | Dark Avengers #1     | Почти безграничная сила. Шизофренник. Погиб. |
| Марвел Бой     | Нох-Варр                                            | Dark Avengers #1     | Крии. Представлен Капитаном Марвелом. |
| Скаар          | Скаар                                               |                      | |